# 波特斯德托爾托薩貝塞特山
40°48′28″N 0°19′7″E / 40.80778°N 0.31861°E

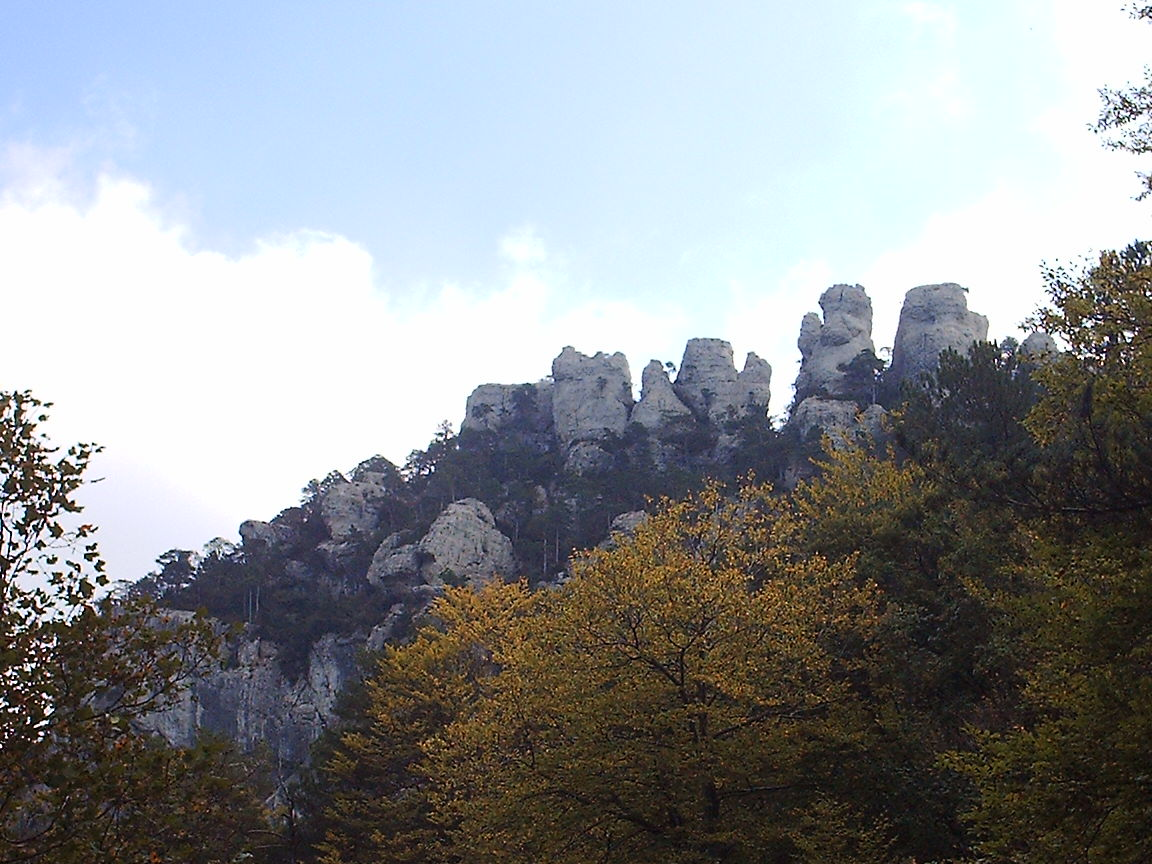

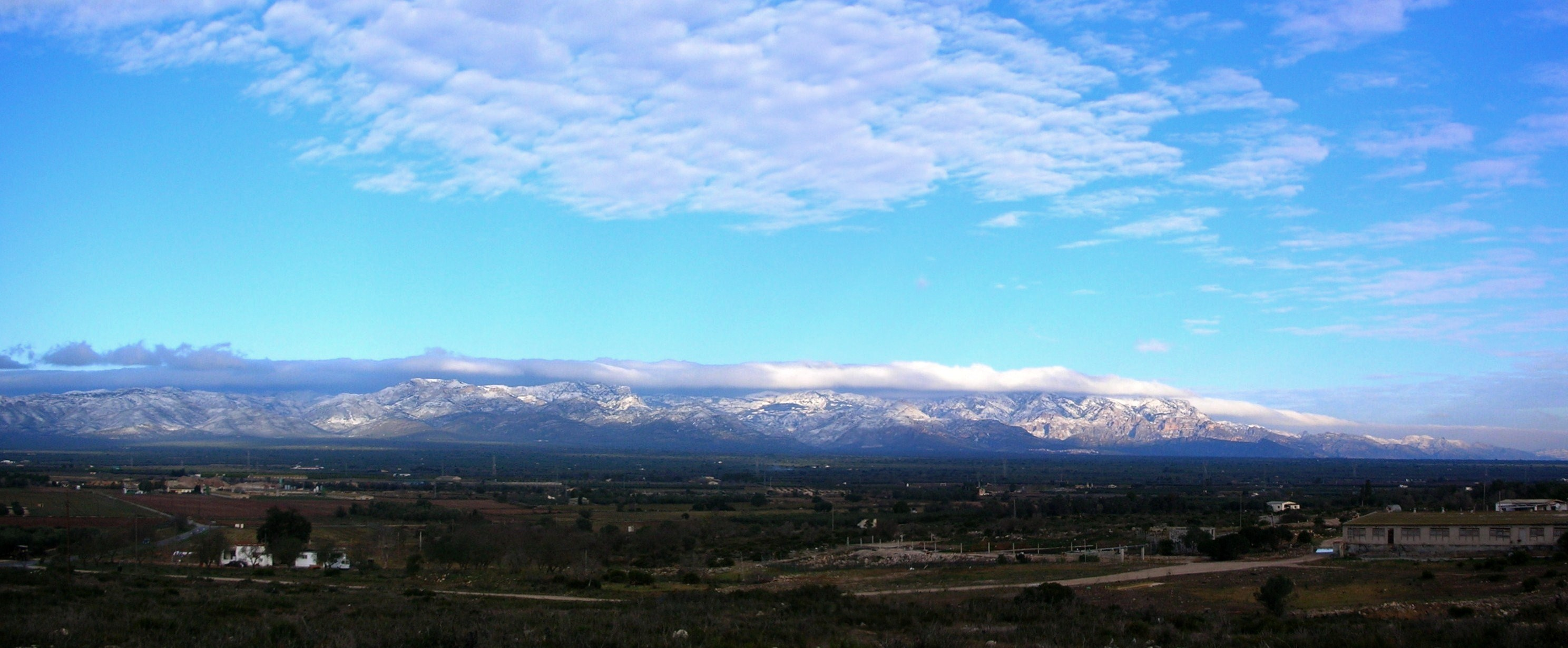

波特斯德托爾托薩貝塞特山（西班牙語：Puertos de Tortosa-Beceite），是西班牙的山峰，位於伊比利亞山脈東北端，是塞尼亞河和馬塔拉尼亞河的發源地，最高點是海拔高度1,441米的卡羅山，山體由石灰岩組成。